# Nombres 290 à 299
Cet article est relatif aux nombres allant de 290 à 299.
Pour les années, voir 290, 291, 292, 293, 294, 295, 296, 297, 298, 299 et -290, -291, -292, -293, -294, -295, -296, -297, -298, -299.

## 290

### En mathématiques
Deux cent quatre-vingt-dix ou deux cent nonante est :
- 290 = 2 × 5 × 29 ;
- un nombre sphénique ;
- un nombre intouchable ;
- la somme de quatre nombres premiers consécutifs (67 + 71 + 73 + 79) ;
- la somme des carrés des diviseurs de 17 ;
- un nombre nontotient ;
- un noncototient ;
- dans un crible comme celui des nombres chanceux, mais démarrant avec les nombres pairs, 290 survit au processus de criblage ;
- voir aussi le « théorème des 290 » de Conway.

### Dans d'autres domaines
Deux cent quatre-vingt-dix est :
- Interstate 290 , diverses autoroutes inter-États aux États-Unis ;
- « 290 », un des pseudonymes de Naoki Maeda.

## 291
Deux cent quatre-vingt-onze ou deux cent nonante-et-un est 291 = 3 × 97.

## 292
Deux cent quatre-vingt-douze  ou deux cent nonante-deux est :
- 292 = 22 × 73 ;
- un nombre nontotient ;
- un nombre intouchable ;
- la représentation en fraction continue de π est [3; 7, 15, 1, 292, 1, 1, 1, 2…] ; la réduite obtenue par troncature avant le terme étonnamment grand 292 fournit l'excellente approximation rationnelle 355/113 de π ;
- un nombre uniforme en base 8 (444).

## 293
Deux cent quatre-vingt-treize ou deux cent nonante-trois est :
- un nombre premier de Sophie Germain ;
- un nombre premier de Chen ;
- un nombre d'Eisenstein premier sans partie imaginaire ;
- un nombre strictement non palindrome.

## 294
Deux cent quatre-vingt-quatorze ou deux cent nonante-quatre est :
- 294 = 2 × 3 × 72 ;
- la période d'un nombre premier unique.

## 295

### En mathématiques
Deux cent quatre-vingt-quinze ou deux cent nonante-cinq est 295 = 5 × 59.

### Dans d'autres domaines
Deux cent quatre-vingt-quinze est la désignation numérique de sept routes secondaires de l'Interstate 95 aux États-Unis.

## 296
Deux cent quatre-vingt-seize ou deux cent nonante-six est 296 = 23 × 37.

## 297
Deux cent quatre-vingt-dix-sept ou deux cent nonante-sept est :
- 297 = 33 × 11 ;
- un nombre décagonal ;
- un nombre de Kaprekar.

## 298
Deux cent quatre-vingt-dix-huit ou deux cent nonante-huit est :
- 298 = 2 × 149 ;
- un nombre nontotient ;
- un nombre noncototient.

## 299
Deux cent quatre-vingt-dix-neuf ou deux cent nonante-neuf est :
- 299 = 13 × 23 ;
- un nombre hautement cototient ;
- un auto nombre.